# Відповідність AdS/CFT
Відповідність AdS/CFT (дуальність Малдасени, калібрувально-гравітаційна дуальність) — гіпотетична відповідність (дуальність) між двома видами фізичних теорій: з одного боку це простори анти-де Сіттера (англ. anti-de Sitter, AdS), що застосовуються в теоріях квантової гравітації, сформульованих у термінах теорії струн або М-теорії; з іншого боку відповідності перебуває конформна теорія поля (англ. conformal field theory, CFT), яка є квантовою теорією поля, що, зокрема, описує сильну взаємодію елементарних частинок (поля Янга — Міллса).

Дуальність теорій виявив 1997 року Хуан Малдасена, фізик з Інституту передових досліджень Принстонського університету.
Відкриття цієї дуальності принесло значно глибше розуміння теорії струн і квантової гравітації. Це сталося завдяки тому, що вона допомагає формулюванню теорії струн у непертурбативній формі у вигляді певної крайової задачі і завдяки тому, що ця дуальність є найвдалішою реалізацією голографічного принципу — ідеї в квантовій гравітації, яку початково запропонував Герард 'т Гофт і поширив Леонард Сасскінд.
Голографічний принцип полягає в тому, що властивості простору всередині чорної діри можуть бути повністю закодованими на її межах. Іншими словами, двовимірна поверхня чорної діри, наче голограма, має містити всю інформацію, необхідну для того, щоб дізнатись, що там усередині.